# 지반국
지반국(支半國)은 고대 한반도에 존재했던 국가로 마한의 54소국 중의 하나이다. 현재의 전란도 지역에 위치했을 것으로 추정되며, 3세기 이후에 백제에 복속되었다.